# برونو ماينغي
برونو ماينغي (بالبرتغالية: Bruno Meneghel‏) (3 يونيو 1987 في فيتوريا، البرازيل في البرازيل – )؛ هو لاعب كرة قدم سابق كان يلعب كمهاجم.

## وصلات خارجية
- برونو ماينغي على موقع رابطة كرة القدم اليابانية للمحترفين (اليابانية)
- برونو ماينغي على موقع قاعدة بيانات كرة القدم.إي يو (الإنجليزية)
- برونو ماينغي على موقع Soccerway.com (الإنجليزية)
- برونو ماينغي على موقع عالم كرة القدم.نت (الإنجليزية)